# Sandro Simonet
Sandro Simonet (ur. 5 lipca 1995 w Savognin) – szwajcarski narciarz alpejski, mistrz świata w drużynie, trzykrotny medalista igrzysk olimpijskich młodzieży.

## Kariera
W 2012 roku wystąpił na zimowych igrzyskach olimpijskich młodzieży w Innsbrucku. W slalomie zdobył złoty medal, a w superkombinacji i gigancie medale brązowe. Ponadto zajął piąte miejsce w drużynowym slalomie równoległym i jedenaste w supergigancie. Na rozgrywanych trzy lata później mistrzostwach świata w Hafjell najwyższą lokatę wywalczył w slalomie, który ukończył na dziewiątej pozycji. Brał też udział w mistrzostwach świata w Soczi w 2016 roku, gdzie był między innymi ósmy w zjeździe.
W Pucharze Świata zadebiutował 13 listopada 2016 roku w Levi, zajmując 27. miejsce w slalomie. Tym samym zdobył pierwsze w karierze pucharowe. Pierwszy raz w pierwszej dziesiątce zawodów tej rangi uplasował się 4 marca 2018 roku w Kranjskiej Gorze zajął ósme miejsce w slalomie. Na podium po raz pierwszy stanął 31 stycznia 2021 roku w Chamonix, gdzie rywalizację w slalomie ukończył na trzeciej pozycji. W zawodach tych wyprzedzili go tylko Henrik Kristoffersen z Norwegii i kolejny Szwajcar - Ramon Zenhäusern.
W 2019 roku zdobył złoty medal mistrzostw świata w Åre w zawodach drużynowych. Na tych mistrzostwach wystąpił również indywidualnie w superkombinacji i zajął 26. miejsce.

## Osiągnięcia

### Mistrzostwa świata
| Miejsce | Dzień     | Rok  | Miejscowość | Konkurencja     | Czas biegu | Strata | Zwycięzca         |
| ------- | --------- | ---- | ----------- | --------------- | ---------- | ------ | ----------------- |
| 26.     | 11 lutego | 2019 | Åre         | Superkombinacja | 1:47,71    | +2,52  | Alexis Pinturault |

### Mistrzostwa świata juniorów
| Miejsce | Dzień     | Rok  | Miejscowość | Konkurencja     | Czas biegu | Strata | Zwycięzca            |
| ------- | --------- | ---- | ----------- | --------------- | ---------- | ------ | -------------------- |
| DNF1    | 8 marca   | 2015 | Hafjell     | Gigant          | 2:23,37    | -      | Henrik Kristoffersen |
| 9.      | 9 marca   | 2015 | Hafjell     | Slalom          | 1:37,55    | +2,33  | Henrik Kristoffersen |
| 20,     | 11 marca  | 2015 | Hafjell     | Kombinacja      | 1:58,25    | +3,53  | Loïc Meillard        |
| 38.     | 11 marca  | 2015 | Hafjell     | Supergigant     | 1:15,87    | +2,24  | Miha Hrobat          |
| 31.     | 13 marca  | 2015 | Hafjell     | Zjazd           | 1:29,62    | +2,10  | Henri Battilani      |
| 8.      | 27 lutego | 2016 | Soczi       | Zjazd           | 1:11,66    | +0,71  | Erik Arvidsson       |
| 16.     | 29 lutego | 2016 | Soczi       | Supergigant     | 1:09,95    | +1,36  | Matthieu Bailet      |
| DNF2    | 1 marca   | 2016 | Soczi       | Superkombinacja | 1:56,16    | -      | Štefan Hadalin       |
| 15.     | 3 marca   | 2016 | Soczi       | Gigant          | 2:14,32    | +4,74  | Marco Odermatt       |
| DNF1    | 5 marca   | 2016 | Soczi       | Slalom          | 1:36,84    | -      | Istok Rodeš          |

### Puchar Świata

#### Miejsca w klasyfikacji generalnej
- sezon 2016/2017: 156.
- sezon 2017/2018: 105.
- sezon 2018/2019: 83.
- sezon 2019/2020: 102.
- sezon 2020/2021: 79.
- sezon 2021/2022: 134.

#### Miejsca na podium w zawodach
1. Chamonix – 31 stycznia 2021 (slalom) – 3. miejsce